# Signe A. Mannov
Signe Anastassia Mannov (* 23. September 1977 in Odense) ist eine dänische Schauspielerin.

## Leben
Signe Mannov absolvierte ihre Schauspielausbildung von 1998 bis 2002 an der Staatlichen Theaterschule in Kopenhagen. Ihr Bühnendebüt als Darstellerin hatte sie im Jahr 2003 am Odense Teater. Seither stand sie an verschiedenen Theatern auf der Bühne, so auch am Aarhus Teater, am Königlichen Theater Kopenhagen, am Gronnegards-Theater und am Regionaltheater in Kolding. Seit 2003 steht Mannov als Schauspielerin vor der Kamera.
Signe Mannov ist verheiratet und wohnt in Kopenhagen.

## Filmografie
- 2003: Til hojre ved den gule Hund
- 2004–2007: Kroniken (Fernsehserie)
- 2008: Maj og Charlie (Fernsehserie)
- 2009–2010: Blekingegade (Fernsehserie)
- 2010: Min bedste fjende
- 2010: Tung Metal
- 2011: Alle for en
- 2013: Skra braedder
- 2016: Erlösung (Flaskepost fra P)
- 2016: Follow the Money (Bedrag, Fernsehserie)